# Joan Mercer i Soler
Joan Mercer i Soler o Joan Mercé i Soler (Albinyana, 14 d'octubre de 1874 - Sallent, 25 de juliol de 1936) fou un clergue catòlic de l'orde dels claretians, afusellat durant la Guerra Civil espanyola i beatificat l'any 2016 pel Papa Francesc.
Mercer nasqué el 14 d'octubre de 1874 (tot i que d'altres fonts assenyalen al 15 d'octubre) al poble d'Albinyana, ubicat a la comarca del Baix Penedès. L'endemà, fou batejat a l'església parroquial de Sant Bartomeu d'Albinyana, pertinent a l'arquebisbat de Barcelona, essent fill d'una família catòlica de l'època, tenint com a pares a Antoni Mercer, pagès de professió, i com a mare a Antònia Soler, dedicada a les tasques de la llar, així com nombrosos germans. El 30 de juliol de 1879 fou confirmat pel bisbe de Barcelona José María de Urquinaona Bidot.
Exercint de missioner del Sagrat Cor de Maria, el 25 de juliol de 1936 fou afusellat al municipi de Sallent quan fou interceptat camí de l'exili.